# Przemysław Cieślak

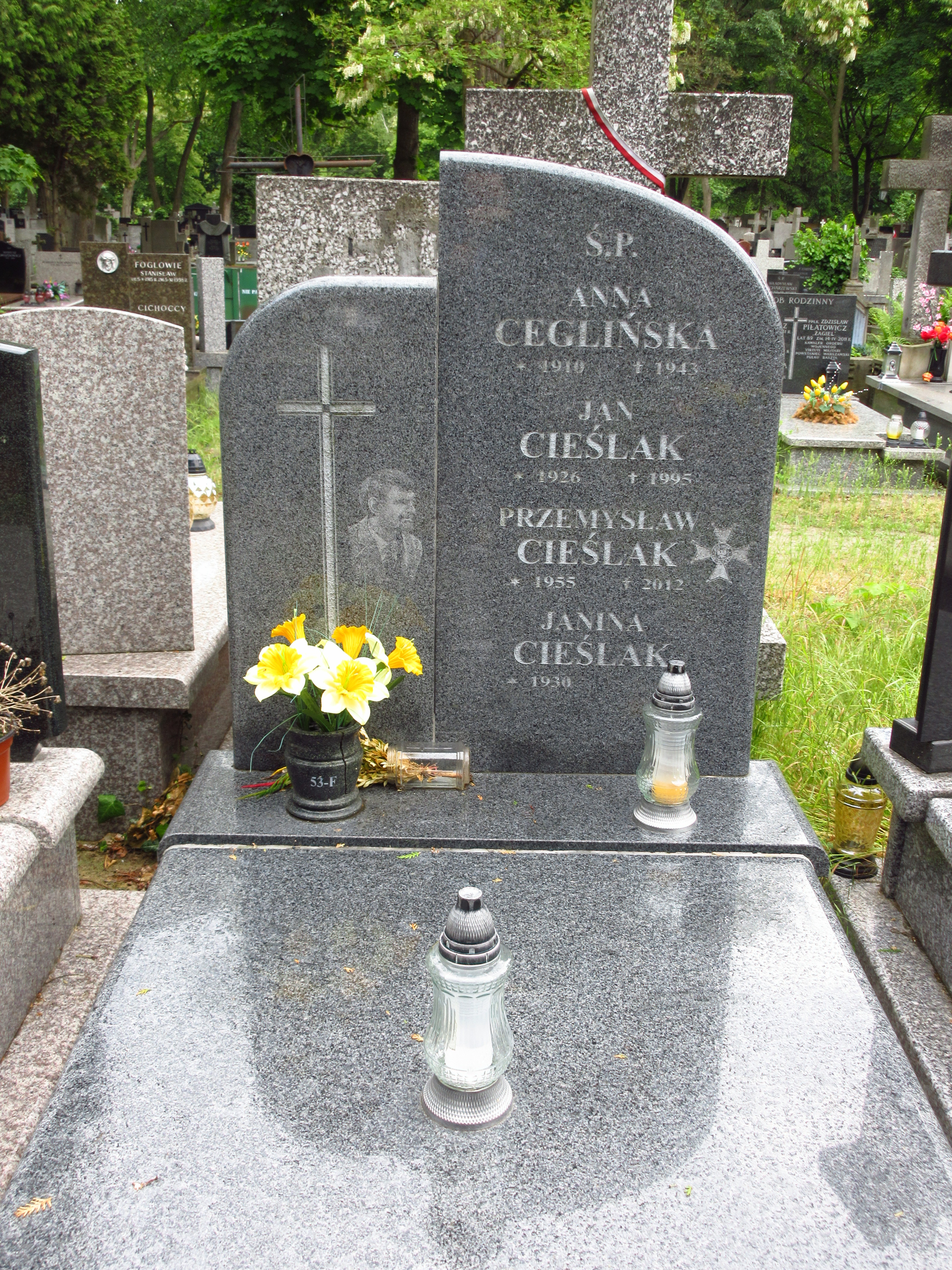
Grób Przemysława Cieślaka na Cmentarzu Bródnowskim.

Przemysław Cieślak, ps. „Poldek”, „Siniak” (ur. 20 czerwca 1955 w Warszawie, zm. 6 maja 2012 tamże) – polski redaktor i wydawca, współpracownik KOR, członek kolegium redakcyjnego Wydawnictwa NOWA.

## Życiorys
Ukończył studia na Wydziale Filologii Polskiej Uniwersytetu Warszawskiego w 1979 r. W latach 1978–1979 był słuchaczem wykładów TKN.
W latach 1978–1981 był współpracownikiem KSS „KOR” (m.in. w ramach Biura Interwencyjnego), w latach 1979–1980 działał jako kolporter, drukarz, członek redakcji i autor tekstów w „Biuletynie Informacyjnym” KSS KOR. Pisał o sobie: „Zaliczałem się do tzw. młodego KOR, czyli, inaczej mówiąc, byłem chłopcem do wszystkiego; z własnej rzecz jasna woli”. Od roku 1979 był związany z Niezależną Oficyną Wydawniczą NOWA, gdzie pracował jako drukarz, redaktor i kolporter. W latach 1979–1980 współprowadził (wraz z Markiem Borowikiem i Wacławem Holewińskim) w ramach NOW-ej Niezależną Spółdzielnię Wydawniczą 1.
W sierpniu 1980 był w Stoczni Gdańskiej im. Lenina, przywiózł wtedy do strajkujących list od Jacka Kuronia i Henryka Wujca. W 1981 roku (poza obowiązkami w NOW-ej) był autorem w piśmie związkowym „Niezależność” oraz reporterem Agencji Prasowej Solidarność (AS).
Po wprowadzeniu stanu wojennego już 14 grudnia drukował pierwsze ulotki przeciw stanowi wojennemu. W dniu 16 grudnia 1981 roku został internowany w Ośrodku Odosobnienia w Warszawie-Białołęce, z którego został zwolniony 23 lipca 1982 roku. „Pamiętam, że w kwestionariuszu przyjęcia mnie »na stan« do Białołęki podałem oficjalnie jako miejsce pracy NOW-ą” – wspominał po latach. Po zwolnieniu z internowania kontynuował działalność w NOW-ej, w której w latach 1982–1986 pracował jako drukarz, redaktor, członek kolegium redakcyjnego i kolporter. W latach 1986–1990 był współwłaścicielem i współprowadził oficjalnie zarejestrowane wydawnictwo Verba, potem przez kilka miesięcy wydawnictwo CiS.
W latach 1991–1998 prowadził drobną działalność handlową, a od roku 1999 prowadził własny Antykwariat Książek Wydawnictwo i Agencję Literacką www.cytat.pl. W roku 2003 został członkiem założycielem Stowarzyszenia Wolnego Słowa.
Był miłośnikiem twórczości Władysława Zambrzyckiego, wydał autorską, nieocenzurowaną wersję Kwatery bożych pomyleńców oraz pozostającą ponad 40 lat w rękopisie powieść W oficynie Elerta; obie te książki opatrzył przypisami i posłowiem. Stworzył gromadzącą materiały na temat życia i twórczości pisarza witrynę internetową.
Został pochowany na cmentarzu Bródnowskim (kwatera 53F-2-3).

## Represje
Był wielokrotnie zatrzymywany i poddawany przeszukaniom przez milicję i SB. W okresie od 9 marca 1978 roku do 20 marca 1978 roku był rozpracowywany przez Wydział III KS MO w ramach SOS kryptonim Pak, a od 25 czerwca 1982 roku był rozpracowywany przez Wydział III-2 KS MO w ramach KE, od 11 grudnia 1987 roku – w ramach SOR Grad.

## Ordery, odznaczenia, nagrody
Został wyróżniony m.in.:
- nagrodą Polcul Foundation (1985)

oraz odznaczony:
- odznaką Zasłużony Działacz Kultury (1999)
- Krzyżem Komandorskim Orderu Odrodzenia Polski (2008, „za wybitne zasługi w działalności na rzecz przemian demokratycznych w Polsce, za osiągnięcia w podejmowanej z pożytkiem dla kraju pracy zawodowej i społecznej”)[6].